# Jorge Mera Ramírez
Jorge Luis Mera Ramírez (Pucallpa, 11 de diciembre de 1956) es un administrador de empresas, catedrático universitario y político peruano. Fue congresista de la república por Loreto durante el periodo 2001-2006.

## Biografía
Nació en la ciudad de Pucallpa, ubicado en el departamento de Ucayali, el 11 de diciembre de 1956. Es hijo de Miguel Antonio Mera Flores y María de Jesús Ramírez Soto.
Cursó sus estudios primarios y secundarios en la ciudad de Iquitos. Entre 1975 y 1980 cursó estudios superiores de administración de empresas en la Universidad Nacional de la Amazonía Peruana.

## Carrera política
Su primera participación política se dio en las elecciones municipales de 1998 cuando postuló a la alcaldía de la Provincia de Maynas sin tener éxito.

### Congresista de la República
En las elecciones parlamentarias del año 2000, se integró al partido Somos Perú y postuló al Congreso de la República sin éxito. Sin embargo, resultó elegido luego en las elecciones parlamentarias del 2001 por el departamento de Loreto para el periodo 2001-2006 con 17,147 votos.
Durante su gestión participó en la formulación de 250 proyectos de ley. Ejerció también como tercer vicepresidente de la Mesa Directiva presidida por Ántero Flores-Aráoz desde 2004 hasta el 2005.
Postuló sin éxito luego en las elecciones parlamentarias del 2011 por la Alianza Solidaridad Nacional. Intentó la presidencia del Gobierno Regional de Loreto en las elecciones regionales del 2006 por Acción Popular sin lograr ser elegido. De igual manera en las elecciones del 2010, en las elecciones del 2014, en las elecciones del 2018 y en las elecciones del 2022 por el Movimiento Esperanza Región Amazónica.
En el año 2024, Jorge Mera firmó una alianza política con el partido Renovación Popular de Rafael López Aliaga para las elecciones generales del año 2026.